# マニー・マスカット
マニー・マスカット（Manny Muscat）ことエマニュエル・マスカット（英語: Emmanuel  Muscat、1984年12月7日 - ）は、マルタとオーストラリアの元サッカー選手。元マルタ代表。ポジションはMFまたはDF。

## クラブ歴
メルボルン州サンシャイン・ウェストで育ち、2003年にサンシャイン・ジョージ・クロスFCで選手となった。19歳にして主将を務めた。
2007年にライバルのグリーン・ガリーSCに移籍。
2008年8月、Aリーグのウェリントン・フェニックスFCに移籍。当初はヴィンス・リアが負傷している間のみの短期契約枠での契約であった。しかし2009年10月20日、代替枠ではなく、3年の本契約を締結した。2009年11月29日の試合でブリスベン・ロアーFCのトミー・オアーに対して肘打ちをして退場、すると彼の同僚選手であるトロイ・ハーフィールドは彼の適性は右サイドバックではないかと気付いた。これによってシーズンの残りを守備的ミッドフィールダーとして過ごすこととなり、
2012年1月20日の移籍後85試合目で移籍後初得点を記録した。その翌日、故郷のメルボルン・ビクトリーFC、メルボルン・ハーツFC双方のオファーを断って2年の契約延長をした事が発表された。2013年1月3日にはブリズベン・ロアーのニック・フィッツジェラルド相手に2回の肘打ちをしたために3試合の出場停止処分となった。

2016年3月3日、メルボルン・シティFCと2年契約を締結した事が発表された。7月20日の親善試合で移籍後初出場を記録。2018年5月3日に退団が発表された。
その後グリーン・ガリーに再加入し選手を引退した。

## 代表歴
2009年5月11日に行われたチェコ代表との親善試合でマルタ代表として出場し代表初出場。この試合では同じくオーストラリア生まれのジョン・ハッチンソンもマルタ代表初出場を果たした。

## 人物
2015年12月31日のセントラル・コースト・マリナーズFC戦ではロイ・オドノヴァン相手に複数回の肘打ちをしたもののイエローカード1枚しか提示されなかった事に激昂され頭突きをされている。これに対してオドノヴァンは「アカデミー賞ものの演技で倒れた」と主張したが最終的に当時Aリーグ記録となる8試合出場停止処分、マスカットもまた度重なる肘打ちで2試合の出場停止処分となった。

## 個人成績
| 2003    | サンシャイン・ジョージ・クロス |                | ビクトリア州div2 |                      |                   |   |   |    |   |
| 2004    | サンシャイン・ジョージ・クロス |                | ビクトリア州div1 |                      |                   |   |   |    |   |
| 2005    | サンシャイン・ジョージ・クロス |                | NPLビクトリア    |                      |                   |   |   |    |   |
| 2006    | サンシャイン・ジョージ・クロス |                | NPLビクトリア    | 25                   | 4                 |   |   |    |   |
| 2007    | グリーン・ガリー               |                | NPLビクトリア    | 23                   | 3                 |   |   |    |   |
| 2008    | グリーン・ガリー               |                | NPLビクトリア    | 19                   | 1                 |   |   |    |   |
| 2008-09 | ウェリントン・フェニックス     | 25             | Aリーグ          | 14                   | 0                 |   |   |    |   |
| 2009-10 | ウェリントン・フェニックス     | 2              | Aリーグ          | 26                   | 0                 |   |   |    |   |
| 2010-11 | ウェリントン・フェニックス     | 2              | Aリーグ          | 28                   | 0                 |   |   |    |   |
| 2011-12 | ウェリントン・フェニックス     | 2              | Aリーグ          | 27                   | 2                 |   |   |    |   |
| 2012-13 | ウェリントン・フェニックス     | 2              | Aリーグ          | 24                   | 0                 |   |   |    |   |
| 2013-14 | ウェリントン・フェニックス     | 2              | Aリーグ          | 24                   | 0                 |   |   |    |   |
| 2014-15 | ウェリントン・フェニックス     | 2              | Aリーグ          | 24                   | 1                 |   |   |    |   |
| 2015-16 | ウェリントン・フェニックス     | 2              | Aリーグ          | 25                   | 1                 | 1 | 0 | 26 | 1 |
| 2016-17 | メルボルン・C                  | 2              | Aリーグ          | 14                   | 0                 | 2 | 0 | 16 | 0 |
| 2017-18 | メルボルン・C                  | 2              | Aリーグ          | 23                   | 1                 | 3 | 0 | 26 | 1 |
| 2018    | グリーン・ガリー               |                | NPLビクトリア    | 13                   | 0                 |   |   |    |   |
| 2019    | グリーン・ガリー               |                | NPLビクトリア    | 19                   | 0                 |   |   |    |   |
| 通算    | オーストラリア                 | オーストラリア | Aリーグ          | 229                  | 5\|\|\|\|\|\|\|\| |   |   |    |   |
| 通算    | オーストラリア                 | オーストラリア | NPLビクトリア    | \|\|\|\|\|\|\|\|\|\| |                   |   |   |    |   |
| 通算    | オーストラリア                 | オーストラリア | ビクトリア州div1 | \|\|\|\|\|\|\|\|\|\| |                   |   |   |    |   |
| 通算    | オーストラリア                 | オーストラリア | ビクトリア州div2 | \|\|\|\|\|\|\|\|\|\| |                   |   |   |    |   |
| 総通算  | 総通算                         | 総通算         | 総通算           | \|\|\|\|\|\|\|\|\|\| |                   |   |   |    |   |

## タイトル
メルボルン・シティ
- FFAカップ: 2016